# مارشال هولنغسوورث
مارشال هولنغسوورث (بالإنجليزية: Marshall Hollingsworth)‏ (6 أغسطس 1993 في الولايات المتحدة - ) هو لاعب كرة قدم أمريكي في مركزي الدفاع والوسط. لعب مع كولومبوس كرو وبيتسبورغ ريفرهوندز.

## وصلات خارجية
- مارشال هولنغسوورث على موقع الدوري الأمريكي (الإنجليزية)
- مارشال هولنغسوورث على موقع قاعدة بيانات كرة القدم.إي يو (الإنجليزية)
- مارشال هولنغسوورث على موقع Soccerbase.com (لاعب) (الإنجليزية)
- مارشال هولنغسوورث على موقع Soccerway.com (الإنجليزية)
- مارشال هولنغسوورث على موقع عالم كرة القدم.نت (الإنجليزية)